# Argyresthia thuiella
Argyresthia thuiella là một loài bướm đêm thuộc họ Yponomeutidae. Loài này có ở đông nam Canada và đông bắc Hoa Kỳ tới North Carolina, phía tây đến Missouri, phía bắc đến Manitoba. Ngoài ra còn có một số ở British Columbia. Loài này cũng có mặt ở châu Âu, nơi nó đã được giới thiệu trên ba lần: Hà Lan năm 1971, Đức năm 1975 và Áo năm 1976.
Sải cánh dài khoảng 8 mm. Con trưởng thành bay từ tháng 5 đến tháng 7 tùy theo địa điểm.
Ấu trùng ăn lá của Thuja occidentalis.

## Hình ảnh

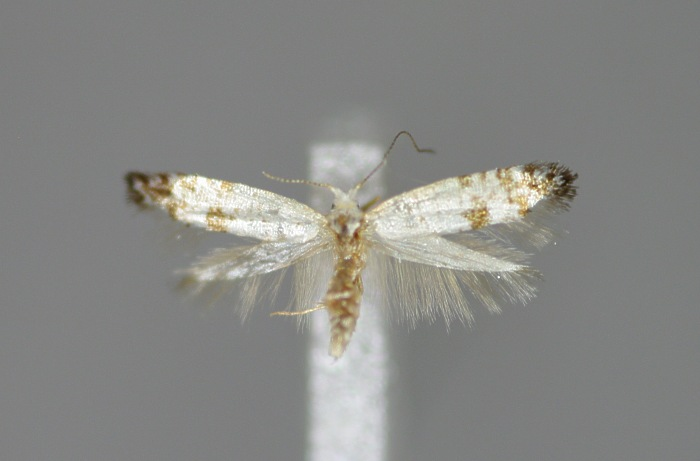
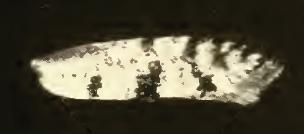